# Middle States Commission on Higher Education
La Middle States Commission on Higher Education (en español: Comisión de Estados Medios de Educación Superior), abreviada como MSCHE e incorporada legalmente como la Comisión de Educación Superior de la región del Atlántico Medio es una asociación voluntaria, sin fines de lucro, que realiza evaluación por pares y acreditación de universidades y facultades públicas y privadas. en regiones seleccionadas de los Estados Unidos y en instituciones extranjeras de origen estadounidense. Es una de las siete organizaciones regionales de acreditación que datan de hace 125 años y está reconocida por el Departamento de Educación de los Estados Unidos y el Consejo de Acreditación para la Educación Superior. Su sede está en Center City, Filadelfia.

## Región y alcance
La Middle States Commission on Higher Education está reconocida por el Departamento de Educación de Estados Unidos para acreditar instituciones en los estados de Nueva York, New Jersey, Pensilvania, Delaware, y Maryland; el Distrito de Columbia, y los territorios americanos de Puerto Rico y las Islas Vírgenes, que quieran participar en el programa de préstamos estudiantiles federales. La comisión también acredita a instituciones no-estadounidenses como la Universidad Centroeuropea en Budapest, la Universidad Americana de Sharjah (EAU) o la Universidad de Athabasca en Canadá.